# Propellergondel
Propellergondel (auch Pod-Antrieb oder Azi-Pod genannt) ist die Bezeichnung für ein Antriebsaggregat für Wasser- und Luftfahrzeuge.

## Schifffahrt

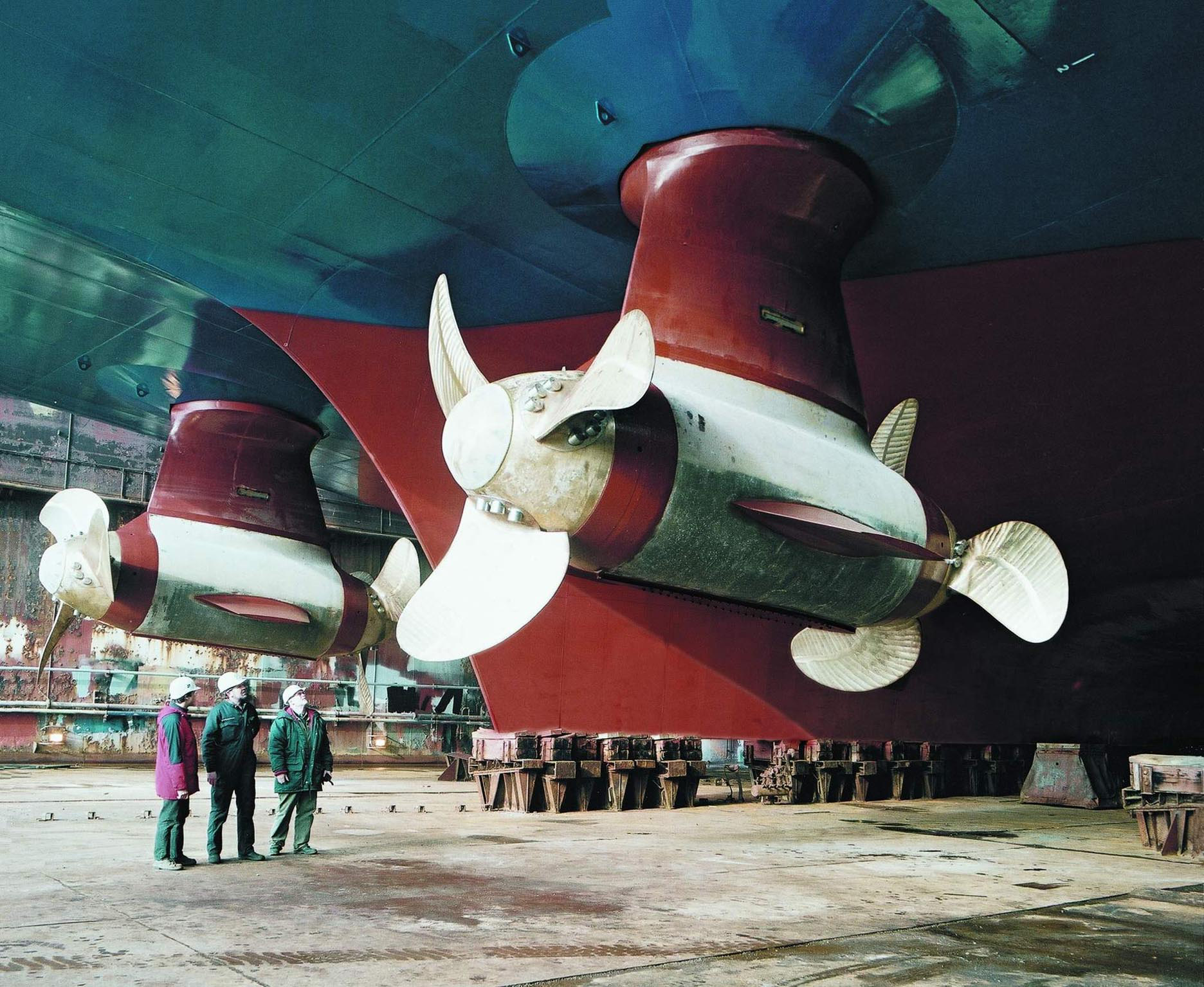
Siemens-Schottel-Propulsor

Der Antrieb ist mit einer strömungsgünstigen Gondel verkleidet und um 360 Grad um die Hochachse drehbar. Der Propeller ist als Zugpropeller vorne an der Gondel angebracht, als ummantelter Schubpropeller hinten an der Gondel oder in Kombinationen aus einem oder mehreren frei laufenden Zug- und Schubpropellern. In der Gondel kann sich auch der Antrieb in Form eines Elektromotors befinden.
Die „klassische“ Propellergondel ist der Schottel-Ruderpropeller (Schottelantrieb), ein durch eine Kortdüse ummantelter Schubpropeller, der sich, um 360° um die Hochachse drehbar, vor allem unter dem Rumpf von Fähren und Schleppern befindet. Dabei wird er vom Motor im Rumpf über Wellen und Winkelgetriebe angetrieben.
Die Propellergondel ist technisch eine konsequente Fortentwicklung des herkömmlichen Schottelantriebs, ohne jedoch die Schutz- und Patentrechte Schottels zu berühren. Bei einem Schottelantrieb kann der Schubpropeller von einer Kortdüse unterstützt werden, die dem Schottelantrieb durch ihre Profilgebung höheren Schub verleiht. Er kann aber auch ohne eine Düse eingebaut werden, was den Wasserwiderstand reduziert und höhere Geschwindigkeiten ermöglicht.

### Geschichte und Hersteller

POD-Antrieb

Das Prinzip der Pod-Antriebe wurde bereits 1955 von Friedrich W. Pleuger und Friedrich Busmann (Firma Pleuger Unterwasserpumpen GmbH, Hamburg – heute Pleuger Industries GmbH, Hamburg) als Weiterentwicklung des Aktivruders erfunden und patentiert (u. a. Patent 2714866, United States Patent. Office, August 1955). Damals war man jedoch seiner Zeit zu weit voraus. Vorreiter für die Entwicklung der heutigen Propellergondeln waren Schottel und Wärtsilä bei den kommerziellen Antrieben und Volvo Penta in der Freizeitschifffahrt.
Weltweit gibt es etwa sechs namhafte Hersteller für Pod-Antriebe. Dazu gehören unter anderem die schwedisch-schweizerische ABB mit dem Azipod, die britische Rolls-Royce plc mit ihren Mermaid Pods oder der deutsche Großkonzern Siemens in Kooperation mit der in Spay bei Koblenz beheimateten Schottel-Werft, die seit 1997 den SSP (Siemens-Schottel-Propulsion) entwickeln, produzieren und vermarkten (dieser Antrieb hat eine Leistung von bis zu 20 Megawatt und liegt damit in der oberen Leistungsklasse). Volvo-Penta nennt sein Propellergondelsystem IPS und Brunswick/Mercury nennt es Zeus.
Wie oben beschrieben, gaben die Motorenhersteller und Werften ihrem jeweiligen System von Propellergondeln einen eigenen Namen, oft mit Marken- und Schutzrechten versehen.

### Systeme

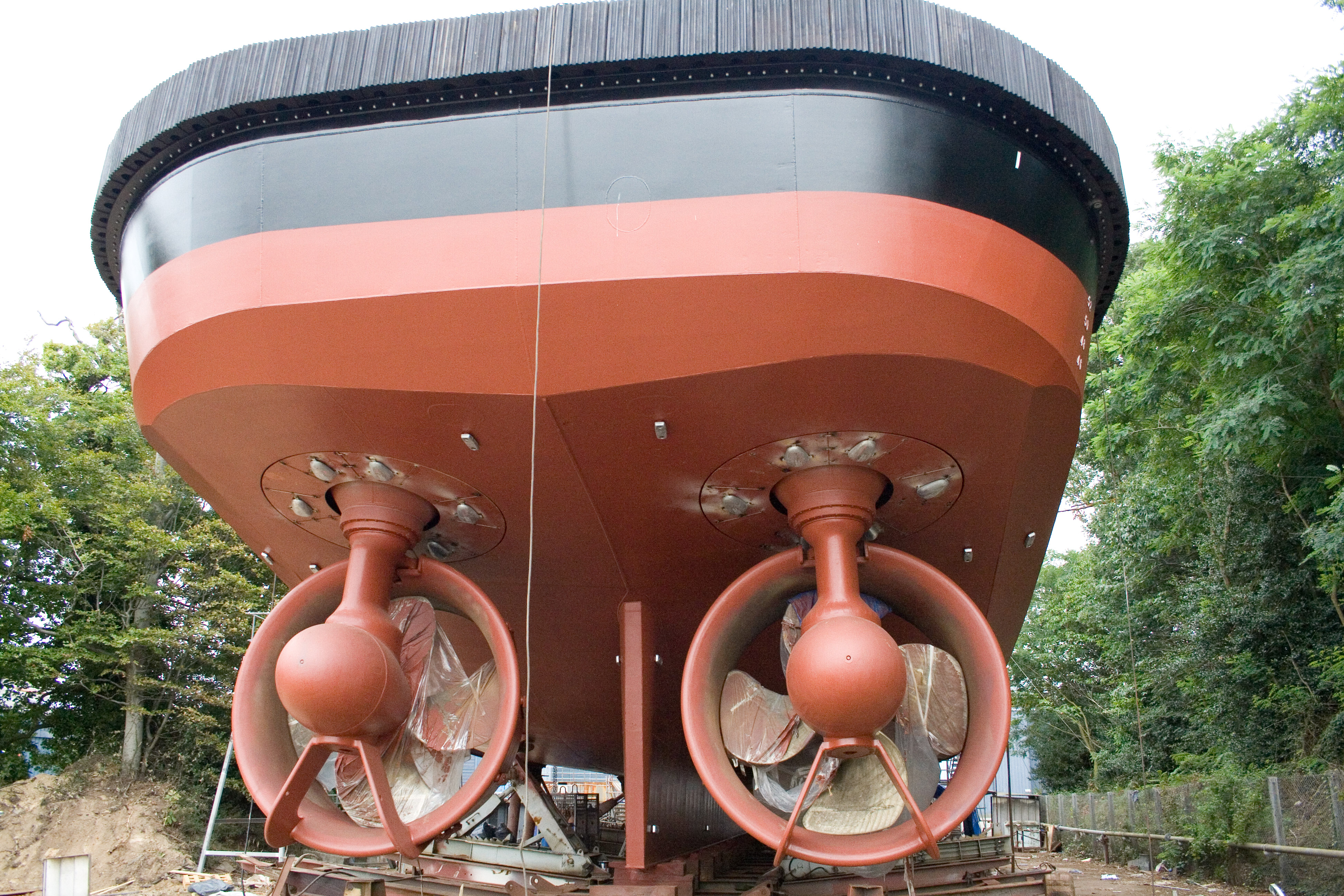
Zwei Schubpropeller mit Kortdüse

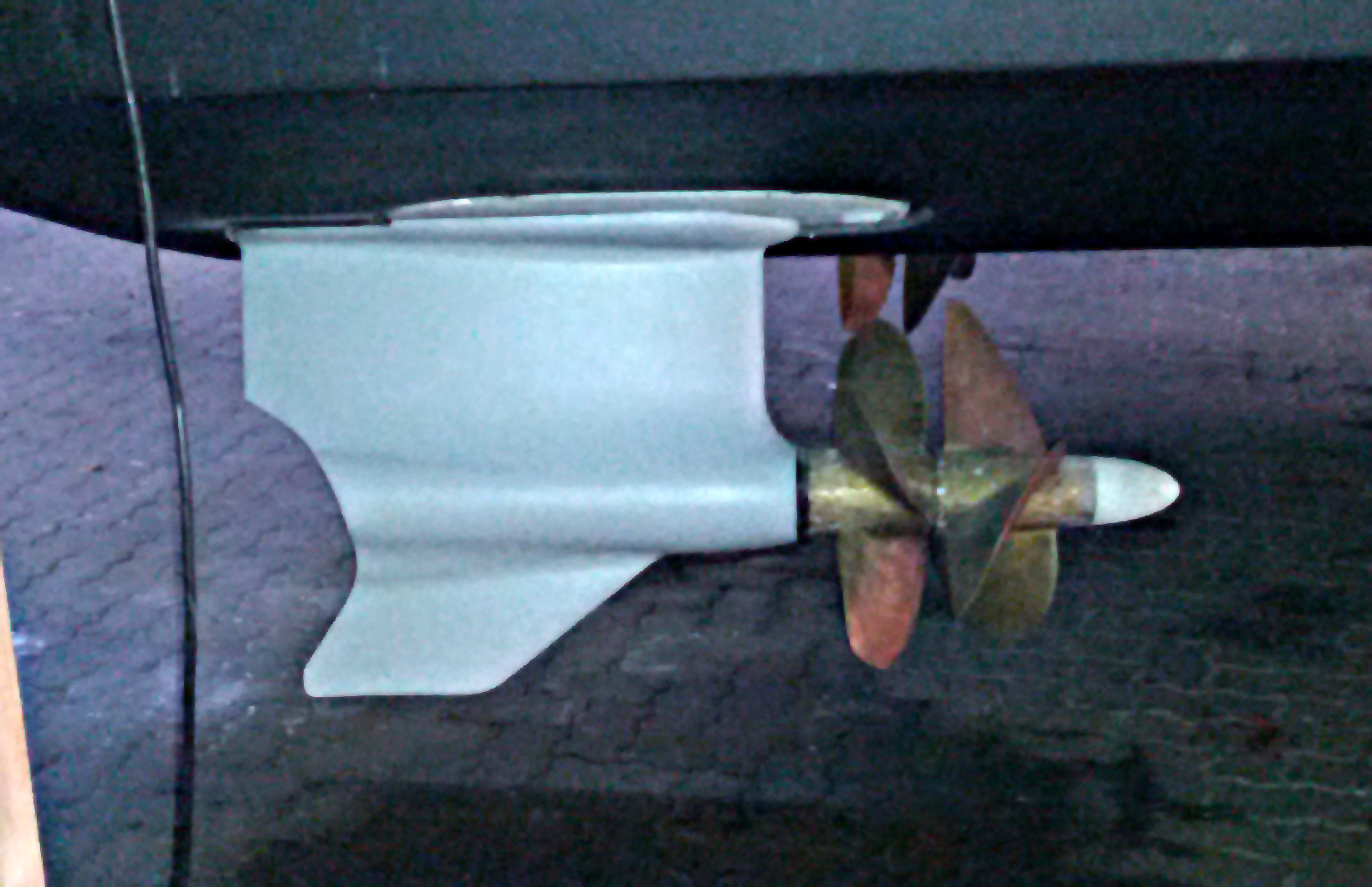
Pod-Antrieb mit gegenläufigen Zugpropellern unter dem Heck einer 15-Meter-Yacht

Propellergondeln können rein mechanisch oder elektrisch angetrieben werden. Bei der rein mechanischen Variante befindet sich im Schiffskörper ein Dieselmotor, der über ein mechanisches Getriebe auf die in der Gondel befindliche Propellerwelle wirkt.
Bei der elektrischen Variante gibt es einesteils ebenfalls die mechanische Übertragung von einem elektrischen Antriebsmotor im Schiffskörper oder den in die Gondel integrierten Elektromotor mit direkter Verkopplung der Propellerwelle. In beiden Fällen wird die elektrische Energie meist von einem Dieselmotor mit nachgeschaltetem Generator erzeugt. Die Lage des Diesel- und Generator-Aggregats ist dabei unabhängig von der Position der Propellergondel.
Propellergondeln können entweder mit einem oder mit zwei Propellern ausgestattet sein. Bei den Gondeln mit zwei Propellern gibt es wiederum zwei Systeme: entweder mit zwei gleichläufigen Propellern (Tandem) oder mit gegenläufigen (kontrarotierend). Durch den gegenläufigen Drehsinn wird durch den hinteren Propeller der Propellerdrall genutzt, um den Wirkungsgrad zu steigern. Propellergondeln mit nur einem Propeller können als Zugpropeller (Propeller befindet sich vorne an der Gondel) oder als Schubpropeller (Propeller befindet sich hinten an der Gondel) ausgeführt sein.
Schiffe mit um 360° schwenkbaren Gondeln benötigen in der Regel keine Ruder, da die Gondeln Antrieb und Manövrierorgan verbinden. Durch das präzise Einstellen des Propellerstrahls ist bei niedrigen Schiffsgeschwindigkeiten, wie z. B. beim Anlegen oder Positionhalten, eine sehr gute Manövrierfähigkeit des Schiffes gegeben. Durch die fehlenden Ruder ist dagegen die Kursstabilität geringer.
Bei der Wahl eines elektrischen Antriebes ist die Position der Propellergondeln prinzipiell frei wählbar. Aus praktischen Gründen ist sie dennoch klassisch am Heck, da hier die maximale Hebelwirkung zum Manövrieren gewährleistet ist. Einige Hochseeschlepper verfügen zusätzlich im Boden des Vorschiffes über ausschwenkbare Propellergondeln. Der Widerstand ist etwas günstiger, da keine Anhänge wie Wellen und Wellenböcke den Nachstrom des Schiffes beeinflussen. Negativ sind dagegen, aufgrund ihrer Größe, die Gondeln selbst, so dass seitens der Hersteller ein hoher Aufwand betrieben wird, diese klein zu halten, oder die Umströmung mit Hilfe kleiner Profile zu verbessern.
Die häufige Bezeichnung Pod rührt aus dem Markennamen POD des Unternehmens Wärtsilä, das als „Erfinder“ dieses Systems gilt.
Auch wenn die Technik einfach scheint, so ist sie doch komplex und verlangt nach gewissen Rumpfmindestgrößen. Das führte in der Freizeitschifffahrt zu anderen Lösungen. Dort wird, wie beim Schottelantrieb, die Antriebsleistung über Wellen und Getriebe vom Motor im Rumpf durch den Drehkranz in die Gondel gebracht. Abweichend vom Schottelsystem dreht sich in der Freizeitschifffahrt an einer Propellergondel aber kein Schubpropeller in einer Kortdüse, sondern es rotieren zwei freie gegenläufige Zugpropeller. Seit 2005 gibt es dieses System sowohl für die kommerzielle Schifffahrt als auch für Sportboote, für letztere jedoch nicht um 360 Grad um die Hochachse drehbar, sondern nur um den für das Rangieren eines Sportbootes nötigen Kreissektor.
In der Theorie erlauben auch die kompakten Lösungen der Freizeitschifffahrt die Drehung der Propellergondeln um 360 Grad um die Hochachse. In der Praxis sind Schornsteine auf Sportbooten aber verpönt und werden Abgase durch die Antriebe (hier, die Propellergondeln) nach außen geführt. Die im Abgassystem geforderte Gasdichtigkeit aber schränkt die Drehbarkeit der in der Freizeitschifffahrt üblichen Propellergondeln auf ein Kreissegment ein.
Sowohl in der Berufsschifffahrt als auch in der Freizeitschifffahrt befinden sich an den Wasserfahrzeugen immer mindestens zwei Propellergondeln, da erst dann die Vorteile gegenüber klassischen Wellenanlagen so stark zur Geltung kommen, dass sie den hohen Anschaffungspreis wettmachen.

### Vor- und Nachteile
Im Vergleich zu konventionellen Wellenanlagen bringen Propellergondeln die folgenden Vorteile mit sich:
- In Verbindung mit einem diesel-elektrischen Antrieb können sich bei Fahrprofilen mit hohem Schwach- und Teillastanteil geringere Brennstoffverbräuche einstellen.
- Insbesondere im Bereich niedriger Schiffsgeschwindigkeiten lassen sich kleinste Wendekreise erreichen.
- Die Integration in das Schiff ist in der Regel unkompliziert, da alle Bestandteile des Antriebes von einem Hersteller kommen und auf der Werft nur eingebaut werden müssen. Bei konventionellen Anlagen sind meist verschiedene Hersteller für jede Komponente verantwortlich.
- Die Stoppzeiten und -wege sind extrem kurz, da die Gondeln lediglich gedreht werden und nicht die Motoren umgesteuert werden müssen.
- Vermeidung möglicher Vibrationen am Propeller, die durch die Antriebswelle entstehen können.

Die Propellergondeln haben allerdings auch einige Nachteile:
- Der Design-Wirkungsgrad ist in der Regel schlechter als bei einer konventionellen Anlage Propeller-Welle-Motor, da entweder hohe Getriebe- oder hohe Wandlungsverluste auftreten.
- Die Masse ist sehr viel größer als bei konventionellen Anlagen.
- Die Kosten sind ebenfalls sehr viel höher als bei einer konventionellen Anlage.
- Maximal verfügbare Propellerdurchmesser und damit realisierbare Antriebsleistungen sind geringer als bei herkömmlichen Antrieben.

### Anwendungen
Viele der bekanntesten und größten Kreuzfahrtschiffe verfügen über einen Pod-Antrieb, so etwa die Queen Mary 2 (in Dienst gestellt 2004), die Freedom of the Seas (2006), Allure of the Seas (2010) sowie das bis 2018 größte Kreuzfahrtschiff der Welt, die Harmony of the Seas (2016).
Die Fähre Ostfriesland der Reederei AG Ems hat seit ihrem Umbau – sie wurde um 15,3 Meter verlängert und erhielt einen neuen „Dual Fuel“-Motor (für LNG und Diesel) – zwei Pod-Antriebe.
Das 2005 in Dienst gestellte deutsche Eisrandforschungsschiff Maria S. Merian hat zwei Pod-Antriebe, die eine sehr gute dynamische Positionierung bei wissenschaftlichen Arbeiten ermöglichen.
Der Pod-Antrieb wird auch zum Eisbrechen eingesetzt. Dazu zeigt der Propeller in Richtung Eis und bei Rückwärtsfahrt bricht der Wasserstrom Eisstücke weg. Ein Beispiel sind die Tanker des Tempera-Typs, Öltanker mit hoher Eisklasse.
Auch bei größeren Kriegsschiffen kommt das System zum Einsatz, etwa bei Landungsschiffen wie der spanischen Juan Carlos I oder Hubschrauberträgern wie den Schiffen der französischen Mistral-Klasse.

## Luftfahrt
In der Luftfahrt sind Propellergondeln vor allem bei Luftschiffen bekannt. Hier werden um eine horizontale Achse schwenkbare, beidseitig der Passagierkabine angebrachte Gondeln nicht nur als Antriebe, sondern auch zur Höhensteuerung verwendet, insbesondere bei geringen Vorwärtsgeschwindigkeiten, wenn die Wirkung der Ruderflächen verringert ist, oder aber, um bei Starts und Landungen Personal einzusparen. Bei vielen historischen Luftschiffen konnten die Motoren in den Propellergondeln auch in der Luft bedient und gewartet werden.
Auf einem ähnlichen System beruht auch der bei Wandelflugzeugen eingesetzte Kipprotor, dessen Rotationsachse zwischen der senkrechten und horizontalen Position geschwenkt werden kann, um im Flug den „Hubschrauber“ in ein „Flugzeug“ (und umgekehrt) zu verwandeln und so die guten Start- und Manövriereigenschaften eines Hubschraubers mit der Wirtschaftlichkeit eines Starrflügelflugzeuges zu kombinieren (Beispiele: Bell-Agusta BA609, Bell V-22 und Bell Eagle Eye).

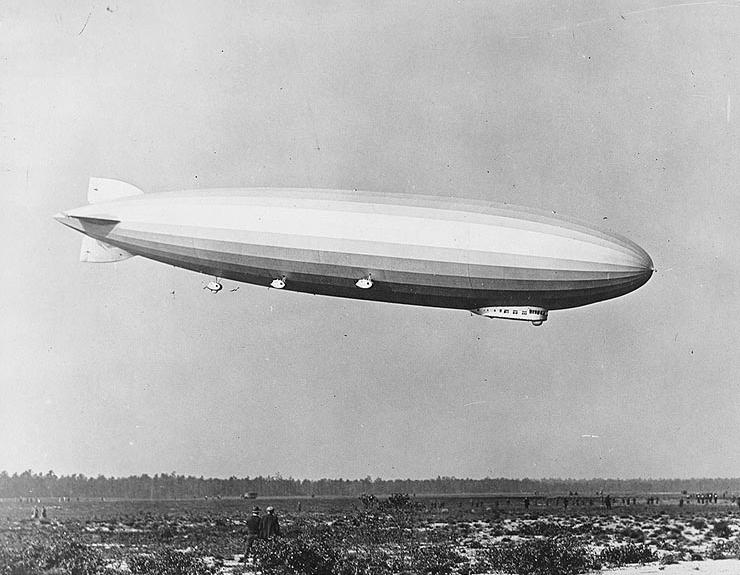
LZ 126 zeigt hier drei seiner fünf Propellergondeln
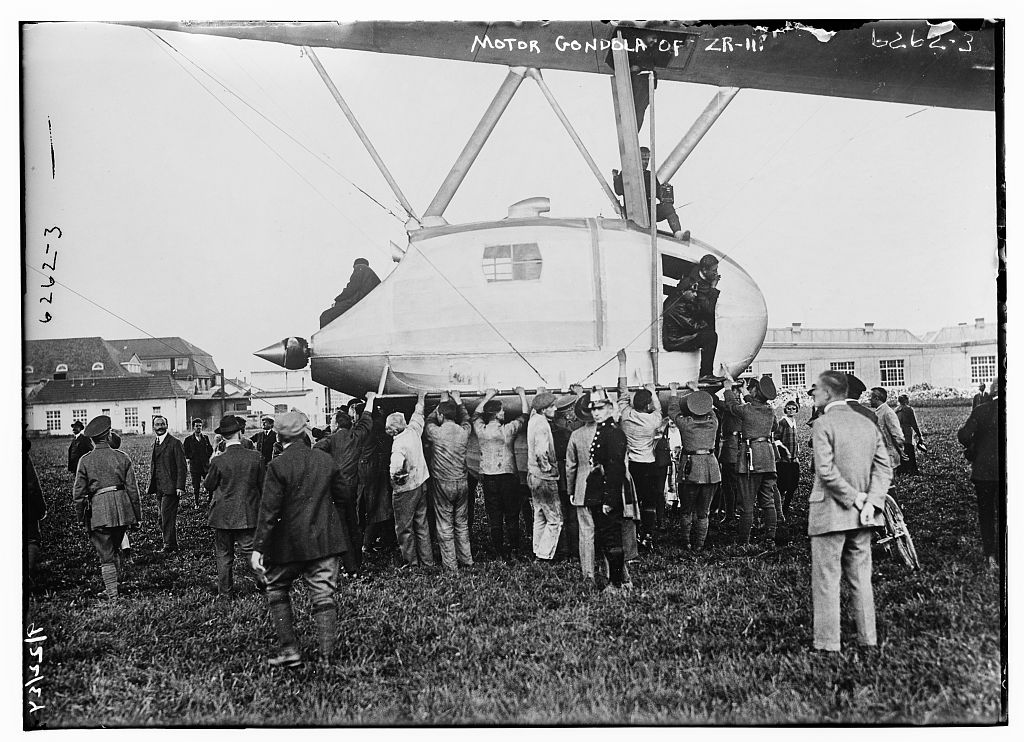
Propellergondel von LZ 126
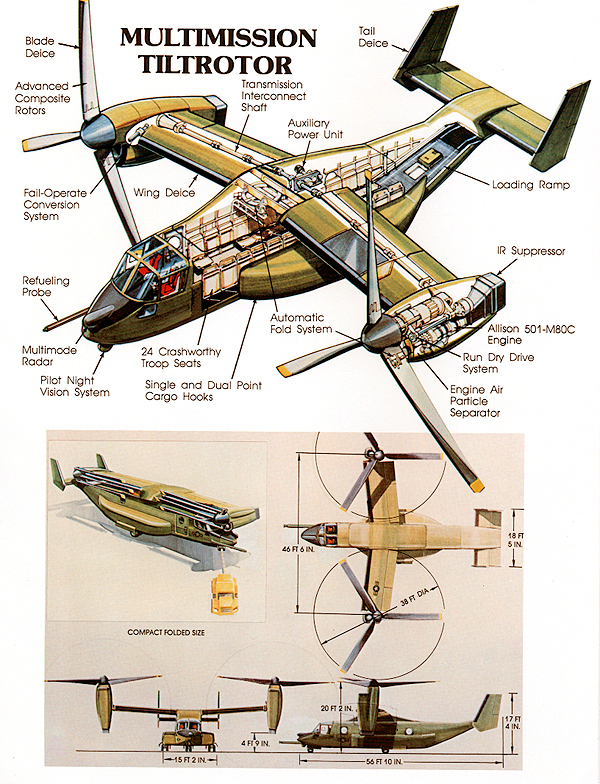
Beschreibung eines Osprey
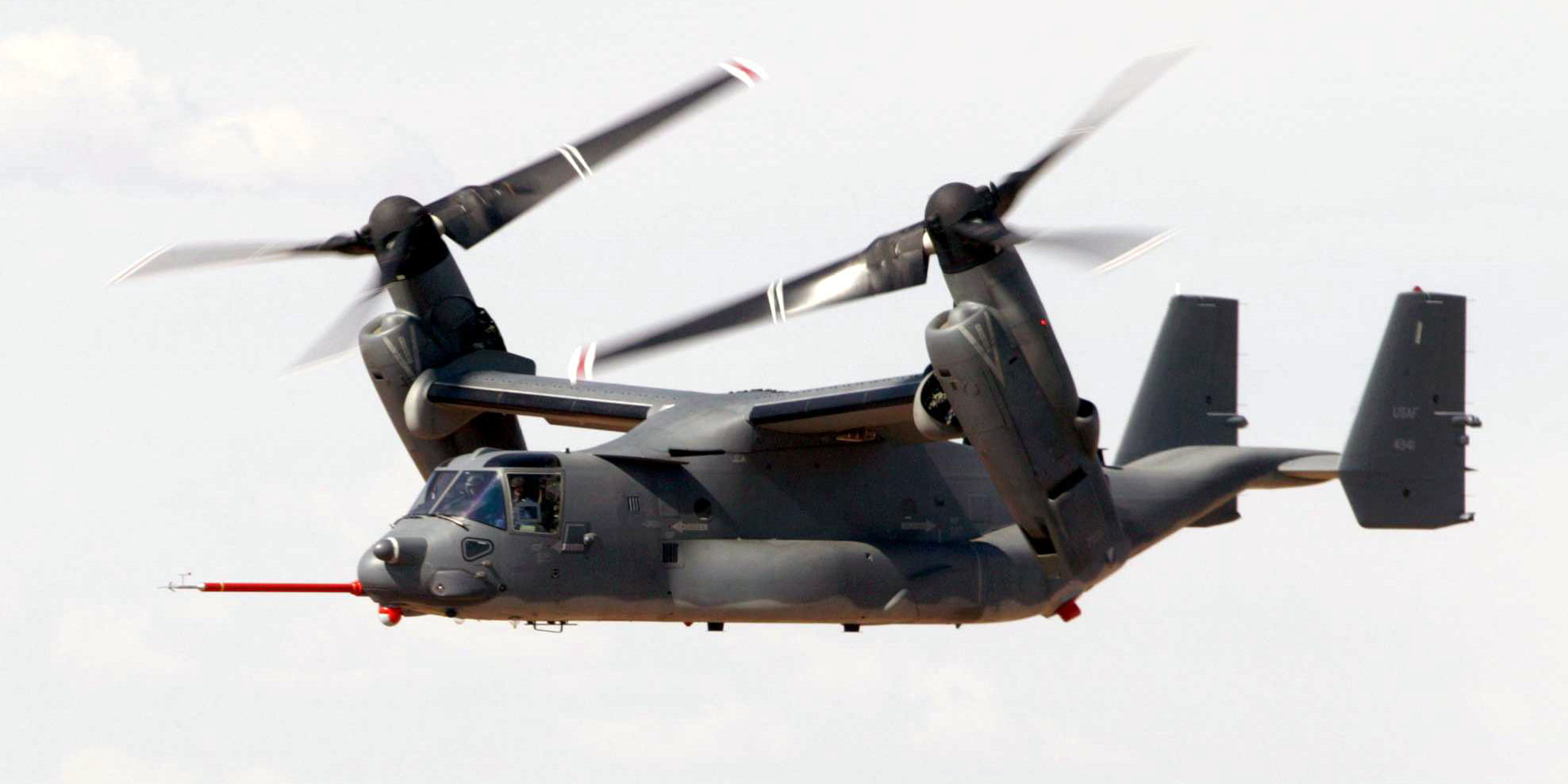
Drehbare Propellergondel, Tiltrotor, am Bell-Boeing V-22 Osprey